# Прапор Співдружності націй
Прапор Співдружності націй — один з офіційних символів Британської Співдружності. Прапор являє собою синє полотнище, у центрі якого вміщено символ Співдружності — літера «C» (від англ. commonwealth), виконана у вигляді списів, що оперізують земну кулю. Всього їх на прапорі 34 (до 2013 — 61), і їх кількість не представляє число членів Співдружності, а означає співробітництво між державами.

## Історія

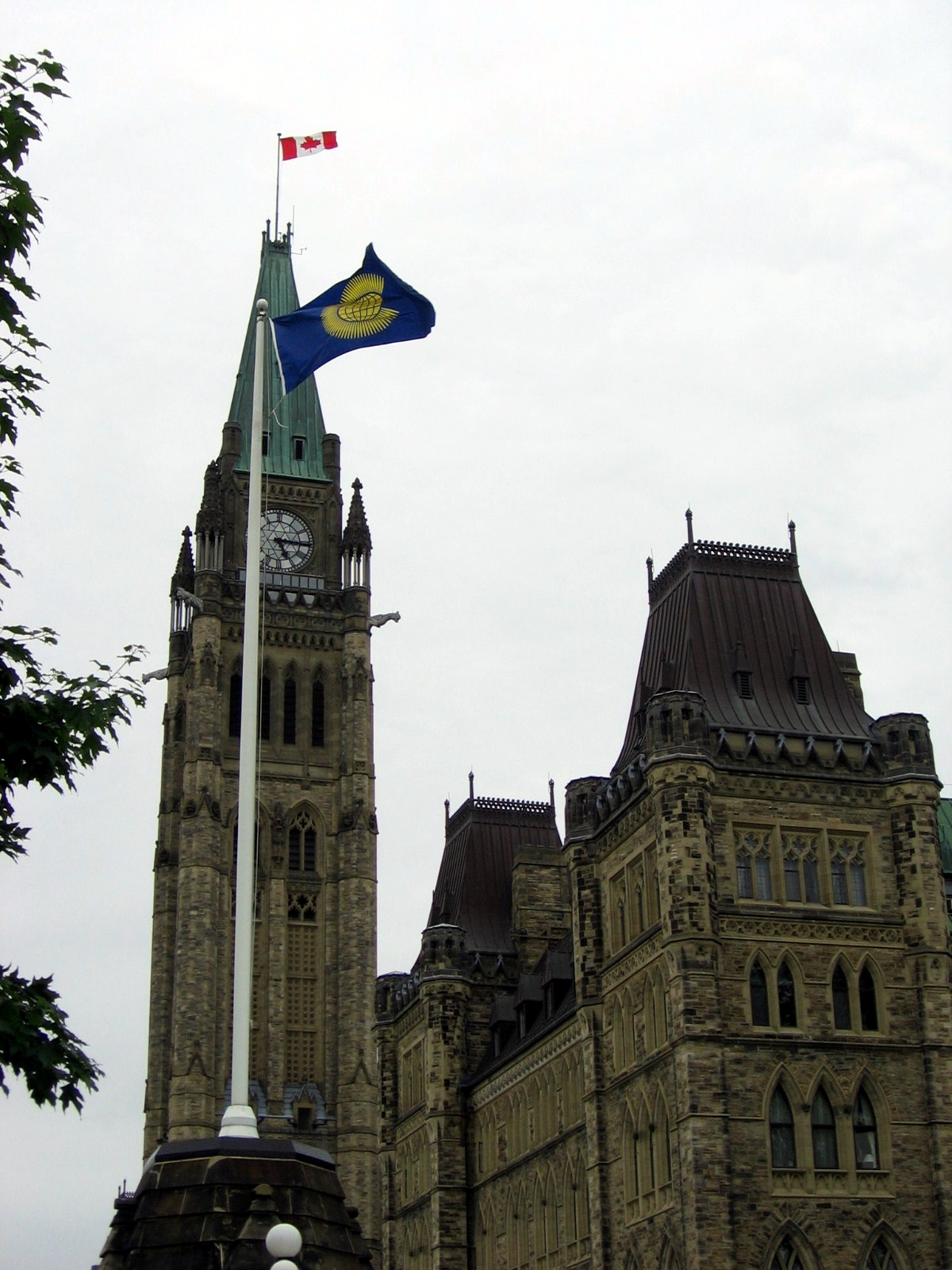
Оригінальний дизайн прапора Співдружності майорить на будівлях парламенту Канади, Парламентський пагорб, Оттава, 2010 рік

Прапор був розроблений з автомобільних вимпелів, виготовлених уперше на Зустрічі глав урядів Співдружності 1973 року, що відбулася в Оттаві, Онтаріо. Ініціатива його розробки належить двом канадцям: першому Генеральному секретарю Співдружності, Арнольду Сміту; і Прем’єр-міністру Канади П’єру Трюдо. Він був офіційно прийнятий 26 березня 1976 року.

### Оригінальний дизайн
Оригінальний дизайн мав вигляд земної кулі, оточеної 64 сяйнистими, приблизно чотирикутними, сонячними променями, які утворюють літеру «С» для «Співдружності».  Кількість сонячних променів не відповідає кількості держав-членів (ніколи не було 64 членів); натомість велика кількість символізувала різноманітні способи співпраці Співдружності по всьому світу. Цей прапор використовував Pantone 286.

### Редизайн 2013
У 2013 році земну кулю нахилили, і кількість сонячних променів зменшилася до 34. Забарвлення прапора також були трохи змінені
. Стандартні пропорції прапора — 3:5, однак версія 1:2 з’являється в країнах, у прапорах яких використовується співвідношення 1:2, наприклад в Австралії та Великій Британії. Цей прапор використав Pantone 280.